# Senotainia aegyptiaca
Senotainia aegyptiaca är en tvåvingeart som beskrevs av Boris Borisovitsch Rohdendorf 1935. Senotainia aegyptiaca ingår i släktet Senotainia och familjen köttflugor.
Artens utbredningsområde är Egypten. Inga underarter finns listade i Catalogue of Life.